# Harlan (empresa)
Harlan Sprague Dawley Inc. es una de las empresas líderes en el mundo suministrando animales y otros servicios a laboratorios para la experimentación con animales. Harlan se describe a sí mismo como un proveedor global de herramientas de investigación preclínica y servicios para las industrias farmacéutica, de biotecnología, agroquímica, química industrial y de la alimentación.
La compañía tiene su sede en Indianapolis, en los Estados Unidos, y tiene ramas en Reino Unido, Francia, Italia, Alemania, Países Bajos, España, Israel, México y Escandinavia. Fue fundada en 1931.

## Harlan UK
Harlan UK Ltd. es el brazo británico de Harlan Sprague Dawley Inc. Tiene una facturación anual de 6,6 millones de libras esterlinas, de acuerdo con la British Union for the Abolition of Vivisection (BUAV). La empresa suministra titís, beagles, gatos, conejos, cobayas, ratas, ratones, gerbos, y hámsteres, así como híbridos, mutantes, y animales transgénicos. Su folleto dice que suministra más animales de stock y cepas de laboratorio que ningún otro proveedor en el mundo. BUAV escribe que la compañía cría alrededor de 450 bebés de tití al año, vendiéndolos a laboratorios de alrededor de Europa por 1000 libras esterlinas cada uno.

## Un objetivo para activistas
Harlan es un objetivo para activistas de los derechos de los animales, y el Frente de Liberación Animal ha allanado Interfauna llevándose animales y robando documentos. Por uno de los rescates en 1990, durante el cual 82 beagles y 26 conejos fueron rescatados, John Curtin y Danny Attwood fueron condenados a nueve y dieciocho meses de presión respectivamente.
En 2006, más de 1000 animales, incluyendo 25 macacos fueron rescatados de Harlan en Correzzana, Italia, destruyendo también computadoras y equipo, por el Frente de Liberación Animal en Italia.